# Tylototriton asperrimus
Espèce
Statut de conservation UICN

 NT  : Quasi menacé
Tylototriton asperrimus est une espèce d'urodèles de la famille des Salamandridae.

## Répartition
Cette espèce se rencontre entre 400 et 1 700 m d'altitude :
- en République populaire de Chine dans les provinces du Guangxi, du Guangdong, du Sichuan, du Hunan, du Hubei, d'Anhui et du Gansu ;
- au Viêt Nam dans les provinces de Hà Giang, de Lào Cai et de Hòa Bình.

## Publication originale
- (de) Unterstein, 1930 : Beiträge zur Lurch- und Kriechtierfauna Kwangsis. 2. Schwanzlurche. Sitzungsberichte der Gesellschaft Naturforschender Freunde zu Berlin, vol. 1930, p. 313-315.